# نفرین (مجموعه تلویزیونی آمریکایی)
نفرین (انگلیسی: The Curse) مجموعهٔ تلویزیونی کمدی سیاهِ طنز آمریکایی است که به‌دست نیتان فیلدر و بنی سفدی ساخته شده‌است. اما استون، فیلدر و سفدی از بازیگران آن هستند. سه قسمت نخست در ۱۲ اکتبر ۲۰۲۳ در جشنواره فیلم نیویورک به نمایش درآمد. این مجموعه از ژوئن تا اکتبر ۲۰۲۲ فیلم‌برداری شد و در ۱۰ نوامبر ۲۰۲۳ به‌صورت درخواستی پخش شد. این مجموعه نخستین پخش خود را در ۱۲ نوامبر از شبکهٔ شوتایم آغاز کرد.

## خلاصه داستان
The Curse به بررسی اثرات یک نفرین بر روابط یک زوج تازه ازدواج کرده می‌پردازد. آنها در حین بازی در برنامه مشکل‌ساز جدید خود، Flipanthropy ، سعی می‌کنند بچه دار شوند ولی نفرینی که بر آنها اعمال شده، روند زندگی آنها را به چالش می‌کشد.

## بازخورد
کریستوفر نولان مجذوب سریال The Curse شده.در نشستی پیرامون سریال گفته:
«این سریال شبیه هیچ چیزی نیست که تا کنون در تلویزیون دیده‌ام. یک نمایش باورنکردنی. مثل توئین پیکس و The Singing Detective. اجرای اما استون فوق العاده و باورنکردنی است.